# Meat Shits
A Meat Shits amerikai goregrind/pornogrind együttes. 1988-ban alakultak meg a kaliforniai Turlock-ban. A zenekart Robert Deathrage alapította, akihez csatlakozott Scuff Muff basszusgitáros. Ő az évek alatt elhagyta a zenekart, így jelenleg Deathrage az egyetlen olyan zenész, aki a kezdetektől fogva szerepel. Rajta kívül további tagok: Whomb Destroyer, Whoremonger, Agoraphobic Molester és MC Cuntkiller. A tagok eredeti nevei ismeretlenek. Pályafutásuk alatt öt stúdióalbumot és számtalan egyéb kiadványt jelentettek meg.

## Diszkográfia
Stúdióalbumok
- Fuck Frenzy (1992)
- Ecstasy of Death (1993)
- The Second Degree of Torture (1998)
- Gorenography (2002)
- Give Hate a Chance (2005)

## További információ
- Hivatalos Facebook oldal